# Ardamullivan Castle
Ardamullivan Castle (irisch Caisleán Ard Mhaolabháin) ist ein Tower House etwa acht Kilometer südlich von Gort und etwa zwei Kilometer südwestlich des Lough Cutra im irischen County Galway und gilt als National Monument.

## Geschichte
Ardmullivan Castle ließ der O'Shaughnessy-Clan errichten, der über die Region Cenél Áeda na hEchtge herrschte, bis er in den 1650er-Jahren bei der Rückeroberung Irlands enteignet wurde. Erstmals wird die Burg nach dem Tod von Ruaidhrí Gilla Dubh Ó Seachnasaigh 1567 urkundlich erwähnt. 1579 kämpften Diarmaid Riabach Ó Seachnasaigh und sein Neffe John im Streit über die Burg gegeneinander; der Kampf endete mit dem Tod beider Kombattanten. Diarmaid Riabach hatte vorher dadurch allgemeine Bekanntheit erlangt, dass er Richard Creagh, (1523–1586) den geflohenen katholischen Erzbischof von Armagh, an die Verwaltung verraten hatte.
In den 1990er-Jahren wurde die Burg restauriert; sie erhielt ein neues Dach und wurde mit Kalkmörtel verputzt. Wandmalereien aus dem Spätmittelalter entdeckte man im Erdgeschoss und im 3. Obergeschoss; man hat diese mit denen in der Knockmoy Abbey und in der Clare Island Abbey verglichen. Abgebildet sind ein Bischof, eine Hirschjagd, der Heilige Christophorus, ein Kreuzweg und der Erzengel Michael beim Abwiegen der Seelen am Jüngsten Tag.

## Beschreibung
Das Tower House hat sechs Stockwerke. Ein Teil der originalen Verteidigungsmauer ist noch erhalten.
Es gibt Spuren von Scharwachttürmen an der Nordost- und der Südwestecke sowie entlang der Südmauer. Darüber hinaus findet man ein Maschikuli, (deutsch Mörderloch), viele Fensterschlitze, offene Kamine und einen Spülstein. Spuren von Mauern um die Burg herum könnten Reste einer originalen Einfriedung sein.